# Поштове (селище)
Пошто́ве (до 1945 року — Базарчи́к; крим. Bazarçıq) — селище в Україні, в Бахчисарайському районі Автономної Республіки Крим, центр Поштівської селищної ради. Статус смт із 1960 року. Розташоване на р. Альма, на приблизно однаковій відстані між республіканським і районним центрами, пов'язане з ними залізницею. Має залізничну станцію.

## Населення
У містечку мешкає 3 тис. осіб, з яких 41 % — росіяни, 28 % — українці, 25 % — кримські татари. Проживають також вірмени, німці, греки, євреї, азербайджанці, грузини.
За даними перепису населення 2001 року, у селищі мешкало 3028 осіб. Мовний склад населення села був таким:
| Мова              | Число ос. | Відсоток |
| ----------------- | --------- | -------- |
| українська        | 135       | 4,46     |
| російська         | 2610      | 86,20    |
| кримськотатарська | 191       | 6,31     |
| циганська         | 9         | 0,3      |
| грецька           | 4         | 0,13     |
| білоруська        | 2         | 0,07     |
| вірменська        | 1         | 0,03     |

## Транспорт
Через селище проходить залізниця, зупинка приміського поїзда Поштова.
Є автобусний зв'язок з Сімферополем та іншими містами Криму.

## Економіка
Історія селища пов'язана з розвитком садівництва і виноградарства в Альминській долині.
У 1920 році тут був заснований радгосп по виноградарству, тютюну, зернових культур.
Є 2 винзаводи, консервний завод, залізнична станція.
Поряд з селищем знаходиться Альминське водосховище (збудоване у 1929—1934).

## Соціальна сфера
Нині в селищі функціонують загальноосвітня школа, лікарня, поліклініка, аптека, будинок культури, 2 бібліотеки, музична школа, церква. Є музей бойової і трудової слави.
На території селища встановлено 2 бюсти земляками — героям Радянського Союзу: Самохвалову і Новікову — на меморіалі військової Слави; пам'ятник воїну-визволителю.

## Пам'ятки
У селищі знаходиться історична водонапірна вежа, збудована на початку XX сторіччя.